# There Must Be a Better World Somewhere
There Must Be a Better World Somewhere je studiové album amerického bluesového kytaristy B. B. Kinga, vydané v roce 1981 u MCA Records. Album produkoval Dr. John.

## Seznam skladeb
| Pořadí         | Název                                  | Autor                     | Délka |
| -------------- | -------------------------------------- | ------------------------- | ----- |
| 1.             | The Victim                             | Dr. John, Doc Pomus       | 6:18  |
| 2.             | More, More, More                       | Jay Hirsh, Hugh McCracken | 4:39  |
| 3.             | You're Going With Me                   | Dr. John, Pomus           | 4:35  |
| 4.             | Life Ain't Nothing But a Party         | Dr. John, Pomus           | 6:13  |
| 5.             | Born Again Human                       | Dr. John, Pomus           | 8:30  |
| 6.             | There Must Be a Better World Somewhere | Dr. John, Pomus           | 5:38  |
| Celková délka: | Celková délka:                         | Celková délka:            | 35:52 |

## Sestava
- B. B. King – kytara, zpěv
- Hugh McCracken – kytara
- David „Fathead“ Newman – tenorsaxofon
- Ronald E. Cuber – barytonsaxofon
- Hank Crawford – altsaxofon
- Waymon Reed – trubka
- Tom Malone – pozoun
- Charlie Miller – trubka
- Bernard "Pretty" Purdie – bicí
- Dr. John – klávesy
- Wilber Bascomb – baskytara
- Donny Gerrard – doprovodný zpěv
- Vennette Gloud – doprovodný zpěv
- Carmen Twillie – doprovodný zpěv